# Konvent 21 (Quedlinburg)

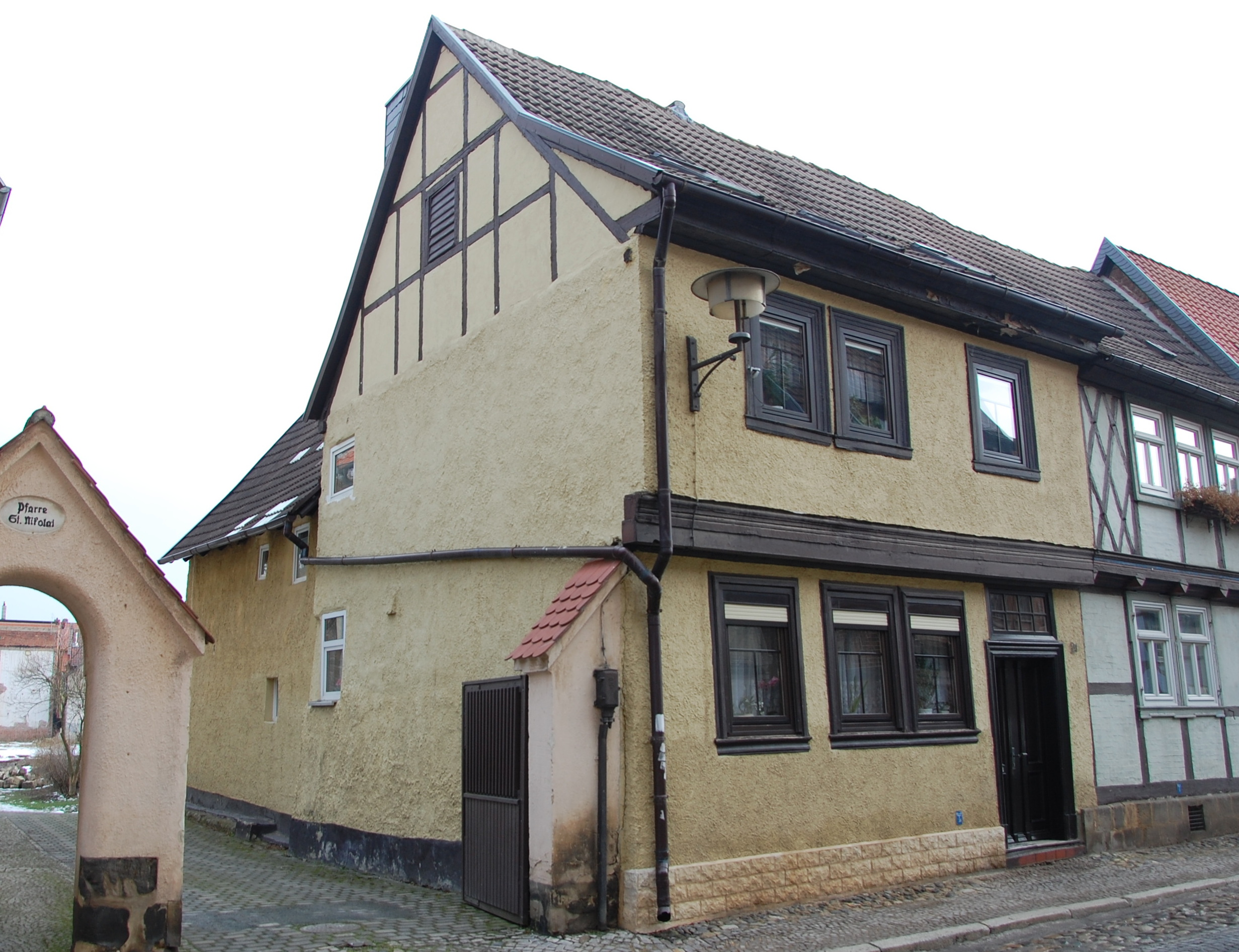
Haus Konvent 21

Das Haus Konvent 21 ist ein denkmalgeschütztes Gebäude in der Stadt Quedlinburg in Sachsen-Anhalt.

## Lage
Es befindet sich in der historischen Quedlinburger Neustadt auf der Ostseite der Straße Konvent und ist im Quedlinburger Denkmalverzeichnis als Wohnhaus eingetragen. Südlich grenzt das gleichfalls denkmalgeschützte Haus Konvent 22 an.

## Architektur und Geschichte
Das zweigeschossige verputzte Fachwerkhaus wurde nach einer Bauinschrift im Jahr 1704 errichtet. Die Stockschwelle des Gebäudes ist mit einem Gurtgesims versehen. Die Rahmung der Hauseingangstür sowie ihr Oberlicht entstanden in der Zeit um 1800. Hofseitig besteht ein aus der Entstehungszeit des Vorderhauses stammender Seitenflügel.